# Ernst Arndt (acteur)
Ernst Arndt (3 février 1861 - vers septembre 1942) est un acteur de théâtre et de cinéma allemand remarquable pour sa carrière ultérieure en Autriche.

## Biographie
Arndt est né à Magdebourg, Allemagne. À partir de 1910, il est membre honoraire du Burgtheater à Vienne. Il a également fait des apparitions occasionnelles dans des films. Le 13 mars 1931, il est fait citoyen d'honneur de Vienne.
Le 10 juillet 1942, à l'âge de 81 ans, il est déporté dans le Ghetto de Theresienstadt, puis le 23 septembre de la même année dans le camp d'extermination de Treblinka, où il est présumé avoir été assassiné peu après.

## Filmographie
- 1918 : Herbstzauber d'Emil Albes
- 1919 : Der Umweg zur Ehe de Fritz Freisler (de)
- 1919 : Seine Durchlaucht der Landstreicher de Paul Ludwig Stein
- 1919 : Licht und Schatten d'Artur Holz
- 1922 : Eine versunkene Welt d'Alexander Korda
- 1922 : Samson und Delila d'Alexander Korda
- 1932 : Der Prinz von Arkadien de Karl Hartl
- 1932 : Die grausame Freundin de Carl Lamač
- 1933 : La Vie tendre et pathétique (Leise flehen meine Lieder) de Willi Forst
- 1934 : Wenn du jung bist, gehört dir die Welt de Henry Oebels
- 1935 : Bretter, die die Welt bedeuten de Kurt Gerron